# ضرب (ریاضی)
ضَرب (اغلب با علامت «×» یا «⋅» در فارسی و انگلیسی و «*» در رایانه)، یکی از چهار عمل (عملگر) اصلی در حساب، و جبر مقدماتی است. علاوه بر آن، واژهٔ ضرب برای نام‌گذاری و توصیف عملیات گوناگون دیگر در سایر زمینه‌های ریاضیات، مانند ضرب داخلی بردارها، ضرب ماتریس‌ها، و بسیاری موارد دیگر هم کاربرد دارد. ضرب معنی جمع و تقسیم را نیز می‌دهد.

## عملیات
منظور از عمل، دستوری است که نحوه و مفهوم ترکیب دو عدد یا دو متغیر را بیان می‌کند. در مورد ضرب، این دستورالعمل به شیوهٔ زیر است:
به چند بار جمع کردن یک عدد با خودش ضرب می‌گویند. ابداع و به‌خدمت‌گیری این عملگر توسط بشر، برای سهولت فرایند محاسبه، و نیز کوتاهی و صرفه‌جویی در کار نوشتن صورت پذیرفته‌است.

## ضرب عبارت توان دار
اگر پایه‌ها مساوی بودند آنگاه توان‌ها را جمع می‌کنیم    {\displaystyle a^{y}\times a^{x}=a^{z}\Longrightarrow z=x+y}
اگر توان‌ها مساوی بودند آنگاه پایه‌ها را در هم ضرب می‌کنیم {\displaystyle x^{a}\times y^{a}=(x.y)^{a}}

## ضرب عبارت رادیکالی
برای ضرب رادیکال‌ها با فرجه برابر باید اعداد زیر رادیکال در هم ضرب شوند.   {\displaystyle {\sqrt {2}}\times {\sqrt {3}}={\sqrt {6}}}
اگر عددی بیرون رادیکال‌ها باشد، ابتدا آن اعداد را در هم ضرب می‌کنیم و می‌نویسیم، سپس اعداد زیر رادیکال طبق روش بالا ضرب می‌کنیم. {\displaystyle 3{\sqrt {2}}\times 5{\sqrt {3}}=15{\sqrt {6}}}

## جدول ضرب
| ×  | ۱  | ۲  | ۳  | ۴  | ۵  | ۶  | ۷  | ۸  | ۹   | ۱۰  | ۱۱  | ۱۲  |
| -- | -- | -- | -- | -- | -- | -- | -- | -- | --- | --- | --- | --- |
| ۱  | ۱  | ۲  | ۳  | ۴  | ۵  | ۶  | ۷  | ۸  | ۹   | ۱۰  | ۱۱  | ۱۲  |
| ۲  | ۲  | ۴  | ۶  | ۸  | ۱۰ | ۱۲ | ۱۴ | ۱۶ | ۱۸  | ۲۰  | ۲۲  | ۲۴  |
| ۳  | ۳  | ۶  | ۹  | ۱۲ | ۱۵ | ۱۸ | ۲۱ | ۲۴ | ۲۷  | ۳۰  | ۳۳  | ۳۶  |
| ۴  | ۴  | ۸  | ۱۲ | ۱۶ | ۲۰ | ۲۴ | ۲۸ | ۳۲ | ۳۶  | ۴۰  | ۴۴  | ۴۸  |
| ۵  | ۵  | ۱۰ | ۱۵ | ۲۰ | ۲۵ | ۳۰ | ۳۵ | ۴۰ | ۴۵  | ۵۰  | ۵۵  | ۶۰  |
| ۶  | ۶  | ۱۲ | ۱۸ | ۲۴ | ۳۰ | ۳۶ | ۴۲ | ۴۸ | ۵۴  | ۶۰  | ۶۶  | ۷۲  |
| ۷  | ۷  | ۱۴ | ۲۱ | ۲۸ | ۳۵ | ۴۲ | ۴۹ | ۵۶ | ۶۳  | ۷۰  | ۷۷  | ۸۴  |
| ۸  | ۸  | ۱۶ | ۲۴ | ۳۲ | ۴۰ | ۴۸ | ۵۶ | ۶۴ | ۷۲  | ۸۰  | ۸۸  | ۹۶  |
| ۹  | ۹  | ۱۸ | ۲۷ | ۳۶ | ۴۵ | ۵۴ | ۶۳ | ۷۲ | ۸۱  | ۹۰  | ۹۹  | ۱۰۸ |
| ۱۰ | ۱۰ | ۲۰ | ۳۰ | ۴۰ | ۵۰ | ۶۰ | ۷۰ | ۸۰ | ۹۰  | ۱۰۰ | ۱۱۰ | ۱۲۰ |
| ۱۱ | ۱۱ | ۲۲ | ۳۳ | ۴۴ | ۵۵ | ۶۶ | ۷۷ | ۸۸ | ۹۹  | ۱۱۰ | ۱۲۱ | ۱۳۲ |
| ۱۲ | ۱۲ | ۲۴ | ۳۶ | ۴۸ | ۶۰ | ۷۲ | ۸۴ | ۹۶ | ۱۰۸ | ۱۲۰ | ۱۳۲ | ۱۴۴ |

## پانوشته‌ها
1. ↑  جبر دبیرستانی